# 曾鑑 (光緒拔貢)
曾鑑（？—？），字焕如，四川華陽人，清朝及中华民国司法界人物。

## 生平
他是淸末拔贡，后任法部左丞、宪政编査馆一等谘议官、法部侍郎、袁世凯内阁司法副大臣。中华民国成立后，他任平政院评事。1916年3月11日任川南宣慰使。1930年代任《华阳县志》总理，负责编纂《华阳县志》。